# China Records
China Records est un label discographique britannique, anciennement basé à Londres, actif entre 1984 et 1997 après son rachat par Warner Music Group.

## Histoire

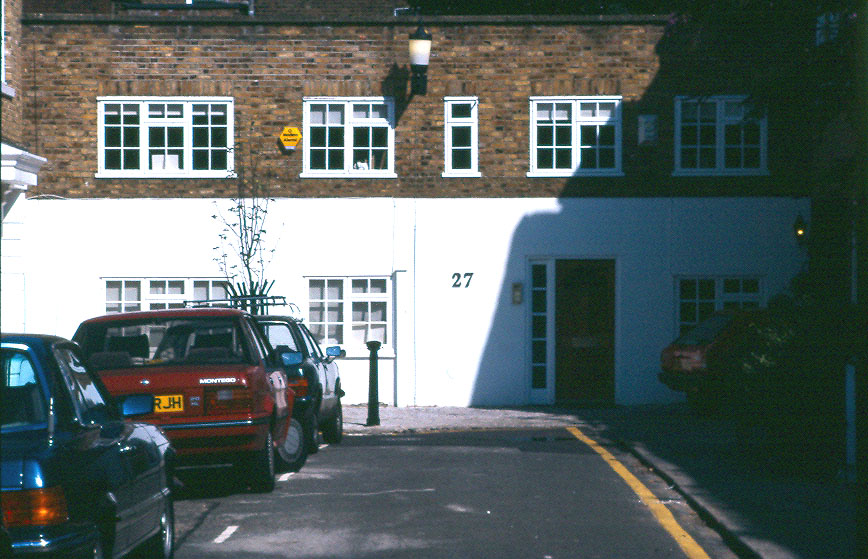
China Records à Londres.

China Records est fondé en 1984 par Derek Green. En 1986 et 1987, les disques de China Records sont distribués par Chrysalis Records, puis par Polydor de 1988 à 1990. À partir de 1991, les productions britanniques ont été distribuées par Pinnacle Records, avec une licence à l'international pour les autres labels.
En février 1992 Derek Green quitte la BPI (British Phonographic Industry) à cause de leur position sur les labels indépendants, tandis que China Records est racheté en 1997 par Warner Music.

## Groupes et artistes
- Art of Noise
- The Dogs D'Amour
- The Levellers
- Labi Siffre
- Morcheeba
- The Egg
- Rialto
- Zion Train